# Municipio de Bell (condado de Westmoreland)
El municipio de Bell (en inglés: Bell Township) es un municipio ubicado en el condado de Westmoreland en el estado estadounidense de Pensilvania. En el año 2000 tenía una población de 2,458 habitantes y una densidad poblacional de 44 personas por km².

## Geografía
El municipio de Bell se encuentra ubicado en las coordenadas 40°29′00″N 79°29′29″O / 40.48333, -79.49139.

## Demografía
Según la Oficina del Censo en 2000 los ingresos medios por hogar en la localidad eran de $40,202 y los ingresos medios por familia eran $48,194. Los hombres tenían unos ingresos medios de $34,023 frente a los $26,169 para las mujeres. La renta per cápita para la localidad era de $18,434. Alrededor del 6,9% de la población estaban por debajo del umbral de pobreza.